# Naga (Zamboanga Sibugay)
Naga ist eine philippinische Stadtgemeinde in der Provinz Zamboanga Sibugay. Sie hat 38.547 Einwohner (Zensus 1. August 2015).

## Baranggays
Naga ist politisch in 23 Baranggays unterteilt.
| - Aguinaldo - Baga - Baluno - Bangkaw-bangkaw - Cabong - Crossing Sta. Clara - Gubawang - Guintoloan - Kaliantana - La Paz - Lower Sulitan - Mamagon | - Marsolo - Poblacion - San Isidro - Sandayong - Santa Clara - Sulo - Tambanan - Taytay Manubo - Tilubog - Tipan - Upper Sulitan |